# Кмет, Коул
Коул Кмет (англ. Cole Kmet; 10 марта 1999, Лейк-Баррингтон, Иллинойс) — профессиональный американский футболист, тайт-энд клуба НФЛ «Чикаго Беарс». На студенческом уровне выступал за команду университета Нотр-Дам. На драфте НФЛ 2020 года был выбран во втором раунде.

## Биография
Коул Кмет родился 10 марта 1999 года в Лейк-Баррингтоне в штате Иллинойс. Сын бывшего игрока НФЛ Фрэнка Кмета, его дядя Джефф Згонина также играл в футбол на профессиональном уровне. Окончил старшую школу Сент-Виатор в городе Арлингтон-Хайтс. В выпускной год в составе школьной футбольной команды он набрал на приёме 773 ярда с четырьмя тачдаунами и был включён в состав сборной звёзд Иллинойса по нескольким версиям. На момент выпуска Кмет занимал третье место в рейтинге лучших тайт-эндов школьного футбола по версиям ESPN, 247Sports и Rivals.

### Любительская карьера
В 2017 году Кмет поступил в университет Нотр-Дам. Он играл питчером в составе его бейсбольной команды, в первом сезоне был её лидером по числу сделанных сейвов. Осенью он дебютировал в футбольном турнире NCAA, сыграл в тринадцати матчах, сделав два приёма. В сезоне 2018 года Кмет сыграл одиннадцать матчей, набрав 162 ярда.
Осенью 2019 года во время тренировочных сборов Кмет сломал ключицу, из-за чего пропустил две игры. После возвращения он стал игроком стартового состава команды, сыграв в одиннадцати матчах. В матче с Джорджией, первом после травмы, он набрал на приёме 108 ярдов с тачдауном и был признан лучшим тайт-эндом недели. По итогам сезона Кмет назывался в числе претендентов на Мэки Эворд, награду лучшему тайт-энду студенческого футбола.

#### Статистика выступлений в NCAA
| Сезон | Команда               | Игры | Приём | Приём | Приём | Приём | Вынос | Вынос | Вынос | Вынос |
| Сезон | Команда               | Игры | Rec   | Yds   | Y/A   | TD    | Att   | Yds   | Y/A   | TD    |
| ----- | --------------------- | ---- | ----- | ----- | ----- | ----- | ----- | ----- | ----- | ----- |
| 2017  | Нотр-Дам Файтин Айриш | 13   | 2     | 14    | 7,0   | 0     | 0     | 0     | 0     | 0     |
| 2018  | Нотр-Дам Файтин Айриш | 11   | 15    | 162   | 10,8  | 0     | 0     | 0     | 0,0   | 0     |
| 2019  | Нотр-Дам Файтин Айриш | 11   | 43    | 515   | 12,0  | 6     | 0     | 0     | 0,0   | 0     |
| Всего | Всего                 | 35   | 60    | 691   | 11,5  | 6     | 0     | 0     | 0,0   | 0     |

### Профессиональная карьера
Перед драфтом НФЛ 2020 года аналитик Bleacher Report Мэтт Миллер отмечал, что у Кмета есть все необходимые данные для того, чтобы выступать в лиге. Среди сильных сторон игрока он называл комбинацию антропометрических данных и скорости, надёжность на приёме мяча, умение вести силовую борьбу и набирать ярды после контакта с соперником, навыки работы на различных маршрутах. К минусам Миллер относил недостаточно хорошую технику блокирования, плохую работу ног и стиль игры, чреватый получением травм.
На драфте Кмет был выбран клубом «Чикаго Беарс» во втором раунде под общим 43 номером. В июле он подписал с командой четырёхлетний контракт. Для помощи в его адаптации на новом уровне «Беарс» подписали контракт со свободным агентом Джимми Грэмом. В дебютном сезоне Кмет сыграл в шестнадцати матчах, девять из них начинал в основном составе. Тренерский штаб в основном задействовал его в роли блокирующего игрока, в пасовом нападении он сделал 28 приёмов на 243 ярда с двумя тачдаунами. Кмет поймал 63,6 % передач, продемонстрировав потенциал к дальнейшему увеличению своей роли в пасовой игре «Чикаго». В 2021 году он сыграл в стартовом составе во всех семнадцати матчах регулярного чемпионата. Несмотря на второстепенную роль тайт-эндов в системе нападения «Чикаго», Кмет набрал на приёме 612 ярдов, а по количеству передач в свою сторону стал восьмым в лиге среди игроков этого амплуа.

#### Статистика выступлений в НФЛ

##### Регулярный чемпионат
| Сезон | Команда      | Игры | Приём | Приём | Приём | Приём | Вынос | Вынос | Вынос | Вынос |
| Сезон | Команда      | Игры | Rec   | Yds   | Y/A   | TD    | Att   | Yds   | Y/A   | TD    |
| ----- | ------------ | ---- | ----- | ----- | ----- | ----- | ----- | ----- | ----- | ----- |
| 2020  | Чикаго Беарс | 16   | 28    | 243   | 8,7   | 2     | 1     | -3    | -3,0  | 0     |
| 2021  | Чикаго Беарс | 17   | 60    | 612   | 10,2  | 0     | 1     | 0     | 0,0   | 0     |
| Всего | Всего        | 33   | 88    | 855   | 9,7   | 2     | 2     | -3    | -1,5  | 0     |

##### Плей-офф
| Сезон | Команда      | Игры | Приём | Приём | Приём | Приём | Вынос | Вынос | Вынос | Вынос |
| Сезон | Команда      | Игры | Rec   | Yds   | Y/A   | TD    | Att   | Yds   | Y/A   | TD    |
| ----- | ------------ | ---- | ----- | ----- | ----- | ----- | ----- | ----- | ----- | ----- |
| 2020  | Чикаго Беарс | 1    | 3     | 16    | 5,3   | 0     | 0     | 0     | 0,0   | 0     |
| Всего | Всего        | 1    | 3     | 16    | 5,3   | 0     | 0     | 0     | 0,0   | 0     |